# Wettstein von Westersheimb
Wettstein von Westersheimb ist ein österreichisch-ungarisches Geschlecht, mit Wurzeln in der Schweiz.

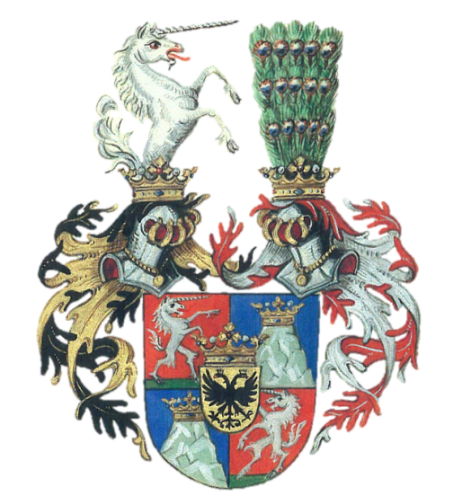
Wappen des Geschlechts Wettstein von Westersheimb

## Geschichte

### Herkunft
In der ehemaligen Grafschaft in Kyburg Zürcher Oberland gelegen, taucht 1331 Ulrich Wettstein als Bewirtschafter eines Besitzes in Madetswil auf. Er gilt als Urahne des Geschlechtes. Aus Besitzverhältnissen kann man darauf schließen, dass Ulrich einer der im Habsburgerurbar von 1305 ohne Namen erwähnten Kinder des in der Nähe gelegenen Küsnacht registrierten Rudolf Wettsteins war. Man kann davon ausgehen, dass alle Namensträger auf diesen gemeinsamen Ursprung zurückzuführen sind.

### Ausbreitung
Aus Russikon-Madetswil stammen zahlreiche Familienzweige, die heute hauptsächlich in der Schweiz, aber auch in vielen anderen Ländern blühen. Unter der Nachkommenschaft ragt insbesondere der Basler Bürgermeister Johann Rudolf Wettstein (1594–1666) heraus, dem die de facto Anerkennung der Souveränität der Schweiz beim Westfälischen Frieden 1648 zu verdanken ist.

### Der Stamm „von Westersheimb“
Als der Vater des erwähnten Basler Bürgermeisters aus Russikon nach Basel zog, wanderte Jakob Wettstein – Stammvater der österreich-ungarischen Linie – aus dem benachbarten Madetswil nach Günzburg an der Donau aus und erhielt dort 1572 das Bürgerrecht. Er und seine Nachkommen bekleideten bald verschiedene Ämter im Habsburgischen Dienst, wie auch sein Enkel Hans Jakob Wettstein (1628–1705), der als kaiserlicher Administrator des Gutes Hornstein (Szarvkő) in den 1670er Jahren, damals im Komitat Sopron (Ödenburg) gelegen, als Erster in Ungarn Fuss gefasst hat.
Franz Leopold Wettstein von Westersheimb (1666–1705), Sohn von Hans Jakob, war Hof- und Feldkriegssekretär, und nahm bei den Feldzügen von Prinz Eugen von Savoyen an den Befreiungskriegen gegen die Türken teil. Für seine Verdienste erhielt er in Wien von König Leopold I. im Jahre 1704 das ungarische Indigenat, mit dem Prädikat nobilis dominus a Westersheimb und eine Wappenvermehrung. Ebenfalls in Wien folgte 1709 die Erhebung in den Reichsritterstand durch Kaiser Joseph I., cum iure denominandi (Gebrauchsrecht des Prädikats anstelle des Namens).
Die zwei Enkel von Franz Leopold, Franz und Sigismund erhielten von König Leopold II. im Jahre 1790 einen ungarischen Adelsbrief, da ihr Großvater den Indigenats-Eid vor seinem Tode nicht mehr ablegen konnte. Die Nachkommenschaft von Sigismund (1738–1816) lebt heute noch in den drei Zweigen seiner Söhne Karl, Sigismund II. und Josef weiter.
Die Nachkommen von Karl Wettstein von Westersheimb (1771–1820) haben sich bis zum II. Weltkrieg mehrheitlich im Ungarischen Heer verdient gemacht.
Vom zweiten Sohn Sigismund II. Wettstein von Westersheimb (1774–1854) stammt ein mehrheitlich in Österreich lebender Zweig, mit bedeutenden Persönlichkeiten in den Naturwissenschaften, angefangen mit dem Botaniker und Rektor der Universität Wien Richard Wettstein von Westersheimb (1863–1931).
Vom jüngsten Sohn Josef Wettstein von Westersheimb (1784–1849), und dessen Sohn Anton (1818–1899) stammt der dritte Zweig bzw. die zweite ungarische Linie ab. Anton bekleidete verschiedene Ämter im Temescher Banat, bis er 1865 zur königlichen Gerichtstafel nach Pest berufen wurde, und diente ab 1870 als Richter der königlichen Kurie. Bei seiner Übersiedlung von Temeswar nach Buda 1865 erwarb er das Familienhaus im Burgviertel an der Landhausgasse 4, und 1885 das Landgut Galgamácsa. Beide Besitze wurden bei der kommunistischen Machtübernahme nach dem II. Weltkrieg verstaatlicht.
Die drei Enkel von Anton Wettstein von Westersheimb, János, András und Miklós dienten alle als k.u.k. Husarenoffiziere i.d.Res. im I. Weltkrieg an der Front. Der Diplomat Johann Wettstein von Westersheimb (1887–1972) verstarb kinderlos, während die Nachkommenschaft von András (1889–1960) und Miklós (1892–1974) bis heute weiterblüht.

### Standeserhebungen
- Ungarisches Indigenat (Anerkennung des Adelsstandes); Leopold I, Wien, 16. Mai 1704
- Ritter des Heiligen Römischen Reiches; Joseph I., Wien, 27. März 1709
- Ungarisches Adelsdiplom; Leopold II., Wien, 23. Dezember 1790

## Namensträger
- Richard Wettstein von Westersheim (1863–1931), österreichischer Botaniker
- Johann Wettstein von Westersheimb (1887–1972), Diplomat
- Otto Wettstein-Westersheimb (1892–1967), österreichischer Zoologe
- Fritz von Wettstein (1895–1945), österreichischer Botaniker
- Diter von Wettstein (1929–2017), dänischer Biologe und Genetiker